# W. Gunther Plaut

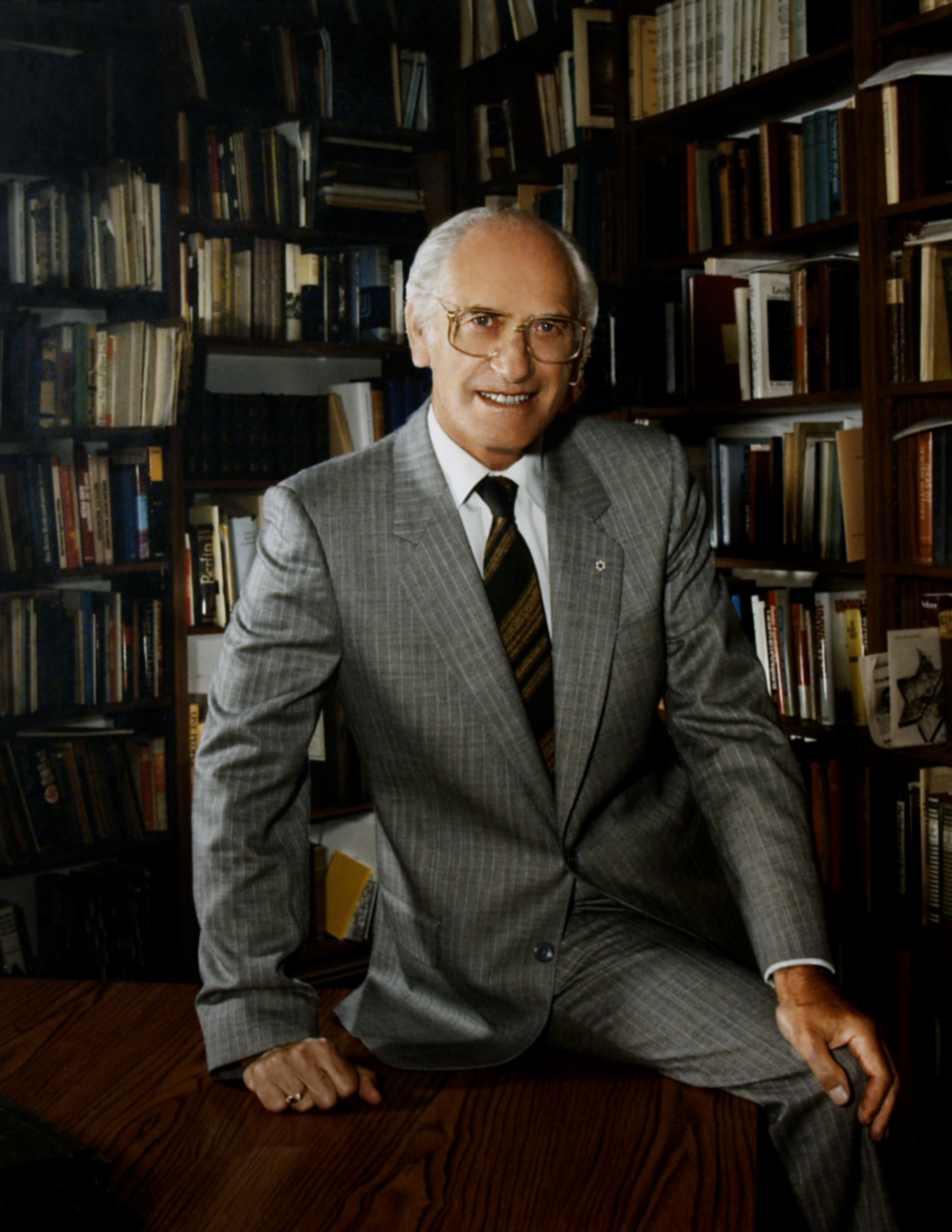
W. Gunther Plaut

Wolf Gunther Plaut, CC, O.Ont (geboren 1. November 1912 in Münster, Deutsches Reich; gestorben 8. Februar 2012 in Toronto) war ein kanadischer Reformrabbiner und Autor. Er war mehrere Jahrzehnte lang Rabbiner des Holy Blossom Temple in Toronto.

## Leben
W. Gunther Plaut wurde in Münster als Sohn von Jonas und Selma Plaut geboren, die von 1922 bis 1938 das Auerbachsche Waisenhaus in Berlin führten. Sein jüngerer Bruder Walter wurde ebenfalls Rabbiner und lebte später in Great Neck, New York. Plaut wurde im Fach Jura promoviert. Er verließ Deutschland zu Zeiten der Nürnberger Gesetze 1935 und emigrierte zunächst in die USA. 1939 wurde er am Hebrew Union College zum Rabbiner ordiniert, kehrte als Militärrabbiner der US-Streitkräfte nach Deutschland zurück und war an der Befreiung des Konzentrationslagers Mittelbau-Dora beteiligt. Nach dem Krieg war er zunächst Rabbiner in Chicago und St. Paul. 1961 kam er zum Holy Blossom Temple nach Toronto. Neben seiner Tätigkeit als Rabbiner veröffentlichte Plaut eine Reihe von Artikeln und Büchern zum Judentum. 2001 besuchte Gunther Plaut eine Jahrestagung der Union für Progressives Judentum in Halberstadt. Seitdem bei ihm Alzheimer diagnostiziert wurde, trat W. Gunther Plaut nicht mehr öffentlich auf.

## Werk
W. Gunther Plauts Kommentar zur Tora und zur Haftara gehört heute zu den Standardwerken der progressiven Strömungen. Eine deutsche Übersetzung seines Tora-Kommentars erschien in den Jahren 1999 bis 2004 in fünf Bänden.

## Auszeichnungen
- 1999: Großes Verdienstkreuz der BRD

## Werke (Auswahl)
- Die materielle Eheungültigkeit im deutschen und schweizerischen internationalen Privatrecht. Risse, Dresden [1935], DNB 571026583 (zugl. Berlin, Jur. Diss., 1934).
- The Jews in Minnesota. The first seventy-five years. American Jewish Historical Society, New York, NY 1959, OCLC 419649 (Scan – Internet Archive).
- The Rise of Reform Judaism. A Sourcebook of Its European Origins. World Union for Progressive Judaism, New York, NY 1963, OCLC 39869725 (Scan – OverDrive).
- Your neighbour is a Jew. Pilgrim Press, Philadelphia 1968, OCLC 917684902.
- The Sabbath as Protest. Thoughts on Work and Leisure in the Automated Society. Syracuse University, Syracuse 1970, OCLC 970913257.
- Your neighbour is a Jew. Reflections on the possibilities of dialogue. Hrsg. vom Canadian district B’nai B’rith, Toronto 1972, OCLC 1117190319 (Predigt, gehalten in der Bloor Street United Church am 22. Oktober 1972).
- The Man in the Blue Vest and Other Stories. Taplinger Pub. Co., New York, NY 1978, ISBN 0-8008-5093-9 (Ausgabe 1980; Scan – Internet Archive).
- Hanging Threads. Stories Real and Surreal. Lester and Orpen, Toronto 1978, ISBN 0-919630-99-5 (eingeschränkte Vorschau in der Google-Buchsuche).
- Bernard J. Bamberger, Wolf Gunther Plaut (Hrsg.): The Torah. A Modern Commentary. Hrsg. von der Union of American Hebrew Congregations. New York, NY 1981, ISBN 0-8074-0055-6 (Text engl. und hebr., Kommentar englisch; Scan – Internet Archive).
  - David E. S. Stein, W. Gunther Plaut (Hrsg.): תורה. The Torah. A Modern Commentary. Revised Edition. Union for Reform Judaism, New York, NY 2005, ISBN 978-0-8074-0883-4 (Pentateuch und Haftarot in Englisch and Hebräisch mit Kommentar in Englisch; Scan – Internet Archive).
  - Die Tora in jüdischer Auslegung. Hrsg. von W. Gunther Plaut. Mit einer Einführung von Walter Homolka. Autorisierte Übersetzung und Bearbeitung von Annette Böckler. 3. Auflage. 1. Auflage der Sonderausgabe. 5 Bände. Kaiser, Gütersloher Verlagshaus, Gütersloh 2008, ISBN 978-3-579-05491-9 (Paralleltext in hebräischer Schrift; englischer Originaltitel: The Torah).
- Unfinished business. An Autobiography. Lester et Orpen Dennys, Toronto 1981, ISBN 0-919630-41-3 (Scan – Internet Archive).
- The letter. The hunt for Hitler’s secret order. McClelland and Stewart, Toronto, Ont. 1986, ISBN 0-7710-7164-7 (Scan – Internet Archive).
- The Man Who Would Be Messiah. A Biographical Novel. Mosaic Press, Oakville, Ont. 1990, ISBN 0-88962-400-3.
- Asylum. A Moral Dilemma. Praeger, Westport, Conn. 1995, ISBN 0-275-95196-0 (eingeschränkte Vorschau in der Google-Buchsuche).
- More Unfinished Business. University of Toronto Press, Toronto 1997, ISBN 0-8020-0888-7 (Scan – Internet Archive).
- The Price and Privilege of Growing Old. CCAR Press, New York 2000, ISBN 0-88123-081-2 (eingeschränkte Vorschau in der Google-Buchsuche; Scan – Internet Archive).
- One Voice: The Selected Sermons of W. Gunther Plaut. Hrsg. von Jonathan V. Plaut. Dundurn Press, Toronto, Ont. 2007, ISBN 978-1-55002-739-6 (eingeschränkte Vorschau in der Google-Buchsuche).

## Archivalien
- Plaut Fonds bei Library and Archives Canada, 2023 (Signaturen R5917-0-1-E, MG31-F6, Vols. 1–3, 410, u. a.).